# 马来西亚青少年制服团体
学生制服团体是马来西亚教育课程辅助活动中，灌输学习自立、团结、纪律及服务社会的青少年团体。在大多数的情况下，学生制服团体可以视为是正规制服团体的分支编制，拥有严谨的管理架构及阶级制度，穿着整齐划一的制服，注重于培养学生健全的品格。学生制服团体除了学习步操，同时也注重全方面技能发展，包括生活技能、社交、体能与精神教育等层面。

## 背景
课外活动（Kegiatan/Aktiviti Kokurikulum）是课堂教学过程（kurikulum）之外，任何有计划延伸的课程辅助活动，使学生有机会增加、强化和实践在课堂上学到的知识、技能和价值观。
1967年12月28日政府公报《学校（学习课程规定）条例》（No. 5652 Jil. 11/Bil. 27），被称为“团体活动”（Kegiatan Kumpulan）；1997年12月31日政府公报《教育（国民辅助课程）条例》（PU (A) 531/97）将辅助课程定义为“政府和政府资助学校的课外活动，包括以下内容：参加体育运动和游戏、参加协会和俱乐部、参加制服团体，或者是教育部长决定的其他活动。”
2007/08学年开始，申请国立大学的中学生，除了评估SPM或STPM成绩之外，课外活动占有10%分数，分别根据四项计分，即：出席率（50%）、参与程度（20%）、表现能力（20%）和担任职位（10%）；大学筛选考试成绩接近的学生，课外活动分数较高的学生，将更有机会优先获得国立大专生资格。 课外活动是马来西亚高等教育的必修课，所有国立大专生必须参加至少两项活动，其中一项必须是体育相关活动。

## 制服团体列表
马来西亚教育部大致上将学生制服团体分为三类，即：政府部门及机构、非政府组织和武术协会（2023年止）的学生制服团体。
| 制服团体 | 缩写                         | 成立                         | 历史                         | 督导机构                                        | 官方网站                     |
| 政府部门及机构的学生制服团体 | 政府部门及机构的学生制服团体 | 政府部门及机构的学生制服团体 | 政府部门及机构的学生制服团体 | 政府部门及机构的学生制服团体                    | 政府部门及机构的学生制服团体 |
| --- | ---------------------------- | ---------------------------- | ---------------------------- | ----------------------------------------------- | ---------------------------- |
| 学生陆军团 Pasukan Kadet Bersatu Malaysia (Darat)                                                                                              | PKBM (D)                     | 1952年                       | 73年                         | 马来西亚陆军                                    | —                            |
| 学生海军团 Pasukan Kadet Bersatu Malaysia (Laut)                                                                                               | PKBM (L)                     | 1967年                       | 58年                         | 马来西亚皇家海军                                | —                            |
| 学生空军团 Pasukan Kadet Bersatu Malaysia (Udara)                                                                                              | PKBM (U)                     | 1967年                       | 58年                         | 马来西亚皇家空军                                | —                            |
| 学生警察团 Kor Kadet Polis | PKP                          | 1970年                       | 55年                         | 马来西亚皇家警察                                | 链接                         |
| 学生消防团 Pasukan Kadet Bomba dan Penyelamat Malaysia                                                                                         | PKBPM                        | 1984年                       | 41年                         | 马来西亚消防及拯救局                            | 链接                         |
| 学生民防团 Pasukan Kadet Sekolah Pertahanan Awam Malaysia                                                                                      | KASPA                        | 1993年                       | 32年                         | 马来西亚民防局                                  | 链接                         |
| 学生惩教团 Pasukan Kadet Koreksional | PKK                          | 2004年                       | 21年                         | 马来西亚监狱局                                  | 链接                         |
| 学生陆路交通团 Pasukan Kadet Jabatan Pengangkutan Jalan                                                                                        | KJPJ                         | 2015年                       | 10年                         | 马来西亚陆路交通局                              | —                            |
| 少年军 Pasukan Kadet Remaja Sekolah | KRS                          | 1987年                       | 38年                         | 马来西亚教育部                                  | 链接                         |
| 铜管乐队 Pasukan Pancaragam Brass | —                            | —                            | —                            | —                                               | —                            |
| 非政府组织的学生制服团体 |                              |                              |                              |                                                 |                              |
| 童军团 Persekutuan Pengakap Malaysia | PPM                          | 1908年                       | 117年                        | 马来西亚童军总会                                | 链接                         |
| 女童军团 Pergerakan Pandu Puteri Malaysia | PPPM                         | 1917年                       | 108年                        | 马来西亚女童军协会                              | 链接                         |
| 伊斯兰女学员团 Pergerakan Puteri Islam Malaysia                                                                                                | PPIM                         | 1981年                       | 44年                         | 马来西亚伊斯兰女学员运动                        | 链接                         |
| 红新月会 Persatuan Bulan Sabit Merah Malaysia                                                                                                  | PBSMM                        | 1948年                       | 77年                         | 马来西亚红新月会                                | 链接                         |
| 圣约翰救伤队 St. John Ambulans Malaysia | SJAM                         | 1908年                       | 117年                        | 马来西亚圣约翰救护机构                          | 链接                         |
| 基督少年旅 Briged Putera Malaysia | BB                           | 1946年                       | 79年                         | 马来西亚基督少年军                              | 链接                         |
| 基督女少年旅 Briged Puteri Malaysia | GB                           | 1938年                       | 87年                         | 马来西亚基督女少年军                            | 链接                         |
| 伊斯兰青少年忠贞旅 Briged Bakti Malaysia | BBM                          | 1991年                       | 34年                         | 马来西亚伊斯兰忠贞军                            | 链接                         |
| 乐锋会 Joyful Vanguard | JV                           | 1957年                       | 68年                         | 马来西亚乐锋会运动                              | —                            |
| 航空乘务少年团 Persatuan RIMAP Malaysia | RIMAP                        | 2013年                       | 12年                         | Royal Institution Malaysia, Academy & Placement | —                            |
| 武术协会的学生制服团体（2023年止） |                              |                              |                              |                                                 |                              |
| 包括马来武术、合气道、泰拳、忍术、跆拳道、空手道、印度棍术、印度武术、中华武术、太极、拳法、剑道、拳道、唐手道和其他受到体育理事会承认的武术。 |                              |                              |                              |                                                 |                              |

### 学生军团
学生军团（PKBM）是马来西亚国防部和教育部共同支持的学生团体，根据《1967年联合学生军团法令》（第417号法令）成立。参与学生将接受基本的军事训练，例如：步操、穿越障碍、使用及处理步枪（通常是Colt M-16A2）的基本技术。
学生军团的历史可以溯源至1923年在槟榔屿海峡殖民地成立的陆军学员队（Pasukan Kadet Tentera），其于二战期间至战后（1942—50年）中止，后于1952年根据《1952年马来亚联合邦学生军团条例》（第46号条例）重启，并于1967年修订为《1967年聯合學生軍團法令》（第417號法令）。

### 学生警察团
学生警察团（Kadet Polis）是马来西亚皇家警察和教育部共同支持的学生团体，于1970年3月2日根据《1967年警察法令》（第344号法令）第11章节成立。 学生警察团的招收对象，是14至21岁体格健康的中学生。2018年教育部统计，全国1,749所中学有144,491名男学生警察、116,166名女学生警察，成员来自不同族群。 学生警察团的学员将受到为期三年的培训，内容包括步操、法律与警察知识、急救、犯罪预防及参与社区活动。

### 学生消防团
学生消防团（Kadet Bomba）是马来西亚消防及拯救局和教育部共同支持的学生团体，成立于1984年5月14日，招收对象是12岁以上的中学生。参与的学生将接受基本的步操和消防训练，例如：使用和处理消防水龙的基本技术，以及处理紧急情况时需要采取的安全措施。

### 学生民防团
学生民防团（KASPA）是马来西亚民防局和教育部共同支持的学生团体，招收对象是13至20岁的中学生。参与学生将学习基础的急救、民防和救援技能，并培养领导、合作、责任、道德、爱国和牺牲精神。
2017年下半年，教育部批准民防局扩展课程，在小学4至6年级设立幼年民防团（TUSPA）；在此之前，民防部队仅在小学实施“民防安全意识计划”（PROKSPA）。

### 学生惩教团
学生惩教团（Kadet Koreksional）是马来西亚内政部、监狱局和教育部共同支持的学生团体，成立于2004年4月。学生惩教团的招收对象是F1至F5的中学生，旨在让学生了解监狱在管理和改造罪犯方面的作用，以塑造学生在精神和身体上都受到纪律约束，并为成为未来领导者做好准备。

### 学生陆路交通团
学生陆路交通团（Kadet JPJ）是马来西亚交通部、陆路交通局和教育部共同支持的学生团体，2015年1月在全国17所中学试验，2016年在221所中学正式成立。陆路交通团教导学生基本的道路交通规则，灌输交通安全概念，并培养学生的义务精神、团结和爱国教育。

### 少年军
少年军（KRS）和幼少年军（TKRS）是马来西亚教育部在中小学校设立的制服团体，成立于1987年6月27日。少年军和幼少年军向所有中学生和小学生开放，主要目标是培养有知识、信仰、品格、技能、爱国及符合国家建设要求的优秀学生，实现国家教育哲理（Falsafah Pendidikan Kebangsaan）要求的愿望。

### 铜管乐队
学生铜管乐队（Pancaragam Sekolah）是学校组织的铜管乐队，以铜管乐器为主要演奏乐器，可以提供学习音乐、培养团队合作和发展音乐才能的机会。铜管乐队通常在学校社区内进行音乐活动和庆典演出，也可能参加各种步操管乐竞赛。

### 童军团
马来西亚童军总会（PPM）是世界童军组织的成员，根据《马来西亚童军总会（成立）法令》（第784号法令）授权成立，其推广发展的童军活动，是一项通过非正式教育建立的世界性运动。马来西亚童军活动包括陆童军、海童军和空童军的分支，根据年龄阶段划分为：稚龄童军（Pengakap Lebah，4—6岁）、幼童军（Pengakap Kanak-Kanak，9—12岁）、少年童军（Pengakap Muda，13—15岁）、青年童军（Pengakap Remaja，14—17岁）和罗浮童军（Pengakap Kelana，17—26岁）。

### 女童军团
马来西亚女童军协会（PPPM）是世界女童军总会的成员，其推广的女童军运动是女性参与的童军活动，根据年龄阶段划分为：稚龄女童军（Pandu Puteri Kelip-Kelip，5—8岁）、幼女童军（Pandu Puteri Tunas，9—12岁）、女童军（Pandu Puteri Remaja，13—15岁）、高级女童军（Pandu Puteri Renjer，16—17岁）和资深女童军（Pandu Puteri Klover，18—30岁）。

### 伊斯兰女学员团
马来西亚伊斯兰女学员运动（PPIM）是深植于全国中小学校、师范学院和高等教育机构的制服团体，其概念来自第一任最高元首后端姑古夏，奠基于伊斯兰宗教信仰发展自我潜力，并回馈家庭、社会和国家。

### 红新月会
马来西亚红新月会（PBSM）是国际红十字与红新月运动的成员，其最大任务是服务社区及推动人道主义；致力于在武装冲突、自然灾害和其他紧急情况下提供救援，保护人类的生命和健康，保障人类的尊严，并减轻人类的疾苦，不因国籍、种族、宗教信仰、阶级和政治观念而加以任何歧视。为了实现人文关怀理念，协会在全国中小及大专学校推行儿童和青少年发展活动，给予急救、护理、捐血和应对灾难的知识。

### 圣约翰救伤队
圣约翰救伤队（Briged St. John Ambulans，SJAB）隶属于马来西亚圣约翰救护机构（SJAM），是圣约翰国际救护机构的分支，其在全国中小及大专学校推行救伤护理的训练及课外教学活动。

### 基督少年旅
马来西亚基督少年旅（Briged Putera Malaysia）是一个基督教青少年制服团体，其目标是在成员中推进基督的国度，并促进服从、敬畏、纪律、自尊，以及所有有助于培养真正基督徒品格的习惯。
少年旅根据年龄阶段划分为：幼年少年旅（Pre-Junior，6—8岁）、初级少年旅（Junior，9—12岁）、高级少年旅（Senior，13—19岁）和特级少年旅（Premier，19—21岁）。

### 基督女少年旅
马来西亚基督女少年旅（Briged Puteri Malaysia）是一个基督教青少年制服团体，奠基于新约圣经承认耶和华为全能的主、耶稣基督是唯一的救主，其目标是帮助少女成为基督的追随者，并通过自制、敬畏和责任感，找到真正丰富的生活。女少年旅教导成为基督徒的生活态度，并提倡建立所有人都受到平等重视的公正社会。
女少年旅根据年龄阶段划分为：幼年女少年旅（Cadet，6—9岁）、初级女少年旅（Junior，10—12岁）、高级女少年旅（Senior，13—15岁）、先锋女少年旅（Pioneer，16—21岁）、青年领袖（Young Leader，16—21岁）和官佐（Officer，18岁以上）。

### 伊斯兰青少年忠贞旅
马来西亚忠贞旅（Briged Bakti Malaysia）成立于1991年，奠基于古兰经信仰实践社会服务（Al-Birr），推动青少年参与福利及义务活动。马来西亚忠贞旅在F1至F5推动的制服团体称为“青年忠贞旅”（Pasukan Briged Bakti Malaysia Remaja，PBBMR），在小学推动的制服团体称为“少年忠贞旅”（Pasukan Briged Bakti Malaysia Muda，PBBMM），招生对象是10至17岁的中小学生。

### 乐锋会
乐锋会（Joyful Vanguard Movement）是一个天主教青年运动，其目标是以耶稣基督对大众的博爱、喜悦、勇气和慈善为榜样，并在家庭、学校和任何地方传播这种兄弟姐妹之间的精神；简而言之，即是将基督带给人们，也将人们带到基督面前。
乐锋会制服团体的招生对象是女中学生，其通过教育、社交和康乐活动开发个人潜力并塑造品格。此外，乐锋会还鼓励合作精神、志愿精神和对环境的热爱，关注社区福利问题，以及举办有关环境、学习生活技能和社会服务的宣传活动；因此，乐锋会成员不仅获得培养领导能力的机会，还学习人类价值观和对他人的关心。

### 航空乘务少年团
马来西亚航空乘务协会（Persatuan RIMAP Malaysia）于2013年在沙巴亚庇成立，通过在中学推广民用航空与航空业作为辅助课程，以提高学生对航空相关行业的兴趣、认识和就业机会。

## 武术协会
武术或自卫术（Seni Pertahanan Diri）是一种作为保护自己而出现的肢体艺术，使用拳脚或冷兵器进行格斗体育与竞技。武术最初是在战场上发展起来，后来随着战争的减少和现代热武器的广泛使用，武术开始在民间流传，武术爱好者组成不同形式的组织团体，致力于推广、传承、教练和发展武术活动，包括比赛、表演、训练课程等，其不仅只是一种体育运动，也是包含哲学、文化和道德价值观的实践。传承及学习武术的教练和学员通常穿着武术服，这种服装提供习武需要的方便性，以及保障运动员的舒适和安全，同时有助于标识武术团体的身份认同，维持训练的整齐度和纪律性。
2023年6月，马来西亚武术总会配合奥理会向青年体育部和教育部提出诉求，成功争取将中华武术在内的自卫术，从“制服团体”更改为“体育”课外活动项目，并将在未来争取成为学联赛项目之一。

## 国民服务计划
国民服务计划（PLKN）是联邦政府机构设立的培训课程，为期三个月，其目标是培养国民的爱国精神与族群和谐。这项计划是国防部和教育部共同支持的军训教育，让不同族群的学员在一起学习、训练、相处沟通等；学员会学习步操、纪律和体能训练，并学习基本的求生技能及知识，但强调的是锻炼青少年的心智发展、团队精神和国防意识觉醒，而不是具有国防战略目标的预备役。
联邦政府于2002年提出这项概念，并于2004年启动计划；2015年削减开支暂停一年，并于2016年重启国民服务计划2.0；2018年8月13日，希望联盟领导的新联邦政府宣布废除计划。2023年10月9日，国防部长莫哈末·哈山宣布将恢复国民服务计划3.0，但结构将会进行重新调整，并分成三个阶段进行不同的培训计划，以及降低该计划的支出。

## 大专制服团体
预备役军官训练队（Pasukan Latihan Pegawai Simpanan，PALAPES）
预备役军官训练队（Palapes）是马来西亚国防部和高等教育部合作的国防策略计划，分为陆军（TD）、海军（TL）和空军（TU）三个分支。 目标是培训大学本科生成为马来西亚武装部队的预备役军官，结训学员将被任命为马来西亚预备役军官，即：马来西亚后备军（AW，前称马来西亚陆军预备役〔PSTD〕）、马来西亚皇家海军预备役（PSSTLDM）和马来西亚皇家空军预备役（PSSTUDM）的少尉军官。
大专生志愿警察团（Kor Sukarelawan Polis Siswa Siswi，KOR SUKSIS）
大专生志愿警察团（Kor Suksis）是国立大专本科生的志愿警察团体，学员在大专院校接受为期3年的定期培训，并在3年培训结束后，被全国警察总长任命为马来西亚志愿警察警长（INSP/SP）。
大专生民防团（Kor Siswa Siswi Pertahanan Awam，KOR SISPA）
大专生民防团（Kor Sispa）可以让大专生学习到灾害和应急管理的重要性，并吸引他们成为民防部队的志愿人员，培养他们积极参与民事防护，更有责任感并贡献学术专业知识。
学院生民防队（Pasukan Institusi Pertahanan Awam，PISPA）
学院生民防队（Pispa）招收18岁以上的学院生，向学生宣传和教导个人和公共安全措施，以应对任何可能的灾难，并塑造他们成为有才干、责任心及拥有特定专业知识的公民。
大专生志愿惩教团（Sukarelawan Siswa Siswi Koreksional，SISKOR）
大专生惩教团（Kor Siskor）是少年惩教团的扩展计划，旨在吸引大专院校学生的兴趣，实践监狱部门拉近社区与囚犯之间距离的愿望，同时也有机会让学生成为志愿惩教人员。
大专生志愿消防队（Kor Siswa Bomba，KORSIB）
大专生志愿消防队（Korsib）可以通过理论和实践让学员接触消防和救援技能，并有机会参与消防演习活动，学习穿戴及使用救援装备和呼吸辅助设备，以及在建筑物、森林和水上等环境的救援技术。
大专生志愿警卫旅（Briged RELA Siswa Siswi，RELASIS）
大专生志愿警卫旅（Relasis）是志愿警卫团的扩展组织，成立目的是增强学生的软技能、培养自尊心和爱国精神，并且在学生和社区之间建立合作和志愿服务精神。
红新月会（Bulan Sabit Merah Malaysia，BSMM）
参见上述“红新月会”。
圣约翰救伤队（St John Ambulans Malaysia，SJAM）
参见上述“圣约翰救伤队”。
罗浮童军训练团（Kumpulan Latihan Kelanasiswa Malaysia，KLKM）
罗浮童军训练团（KLKM）旨在培训童军活动的领袖和教练员，使其成为具备忠诚、高效率、值得信赖、善解人意、有主动性、有创造力和乐于助人的领导者。
大专生女童军（Pandu Puteri Siswi）
大专生女童军（Pandu Puteri Siswi）由高等教育机构的女大专生组成，为女青年和成年女性履行领导职责做好准备，培养及开发所有成员的潜力，成为权威、熟练和纪律严明的领袖。
国民服务志愿宏队（Briged Sukarelawan Khidmat Negara，BSKN）
国民服务志愿宏队（BSKN）是曾经参与国民服务计划的结业生，将过去服役期间所学习的知识回馈予社会。
理工学院旅（Polibriged）
马来西亚理工学院旅（Polibriged Politeknik）是理工学院设立的课程辅助活动，学员参与学习步操、防灾、救援、道德和礼仪等知识。
大学军训（Kesatria）
大学军训（Kesatria UiTM）是玛拉工艺学院（今玛拉工艺大学）首先创立的课程辅助活动，源于1975年底—1976年初发生两起学生示威事件，为了克服学生的行为不端问题，因此设立大学军训课程，以提升学生的纪律服从和道德价值观。
铜管乐队（Pancaragam）
参见上述“铜管乐队”。